# Rückersdorf (Brandeburgo)
Rückersdorf è un comune di 1 363 abitanti del Brandeburgo, in Germania.

Appartiene al circondario dell'Elba-Elster (targa EE) ed è parte della comunità amministrativa (Amt) dell'Elsterland.

## Geografia antropica

### Suddivisioni amministrative
Il territorio comunale si divide in 3 zone (Ortsteil), corrispondenti al centro abitato di Rückersdorf e a 2 frazioni:
- Rückersdorf (centro abitato)
- Friedersdorf
- Oppelhain